# Junior (programme d'échecs)
Pour les articles homonymes, voir Junior.
Junior est un programme d'échecs israélien développé par Amir Ban et Shay Bushinsky.
Il a gagné le World Microcomputer Chess Championship en 1997 et 2001 et le Championnat du monde d'échecs des ordinateurs en 2002, 2004, 2006, 2009 et 2013.
En 2003 il dispute un match en 6 parties face à Gary Kasparov avec quatre processeurs Pentium IV à 1,9 GHz et 3 Go de RAM ce qui lui permet de calculer 3 millions de coups par seconde. Le match se termine à égalité 3-3 (+1, -1, =4).
En 2006 il gagne un match contre Teimour Radjabov.
Junior est commercialisé par ChessBase avec l'interface de Fritz. La dernière version du programme est Junior 13.3.
Son classement sur la liste SSDF : Deep Junior 13.3 (2GB x64 Q6600 2,4 GHz) est de 3113. 

## Son style
Très agressif et qui calcule très loin dans l'analyse des variantes, son style de jeu se distingue des autres programmes par une analyse propositionnelle sélective, et des sacrifices spéculatifs (perte d'une pièce sans gain immédiat).